# 484
484 (CDLXXXIV) je bilo prestopno leto, ki se je po julijanskem koledarju začelo na nedeljo.

## Dogodki
- 1. januar

## Smrti
- 23. december -  Hunerik, kralj Vandalov in Alanov (* 411)
- 28. december – Eurik, kralj  Vizigotov (* okoli 420)